# 遠山景久
遠山 景久（とおやま かげひさ、1918年〈大正7年〉10月28日 - 1999年〈平成11年〉7月13日）は、日本の実業家。アール・エフ・ラジオ日本（以下「RF」）の社長、会長を務めた。妻は遠山佐和子で、一時期は遠山夫妻でRFの半分以上の株式を持っていた。佐和子との間には子供がいるが、詳細は明らかにされていない。

## 略歴
東京府東京市神田区神田（現：東京都千代田区神田）出身。「遠山の金さん」こと江戸化政の町奉行・遠山景元の末裔にあたる。  
幼少の頃、「京浜実業新聞」を運営し借財を抱えていた父と死別し、日本統治時代の台湾で判事を務めていた長兄・遠山景一の下で台北で育つ。一家の帰国で、台北一中から府立四中に転校。
次兄・景弘は、東北帝国大学（現：東北大学）に在学中に左翼運動（共産主義運動）に共鳴しており、日本共産党中央再建準備委員会にも参加したが1937年2月に逮捕され獄死。旧制中学卒業後、封建的な三兄・武夫の許に預けられ、厳しい監督下で育つがのちに家出し、愚連隊に身を投じた。
1941年（昭和16年）中央大学経済学部卒業。1942年（昭和17年）に応召。陸軍士官候補生を経て将校となり、従軍した。1945年（昭和20年）の敗戦後は、軍隊のトラックを米軍に没収される前に横領して、それを元手として東京・銀座で運送会社を興して、一時・隆盛を極めた。1946年（昭和21年）1月26日、日比谷公園で開催された野坂参三の歓迎国民大会に参加して、復員軍人の一人としてアジ演説を行ったこともある。同年4月の第22回衆議院議員総選挙では東京1区から無所属で出馬し落選。同時期、運送会社のあった銀座で副業のレストラン「アラスカ」を開業するが、GHQが飲食店事業の禁止令を発動したため、反発し全国の同業者に呼びかけて組織化し反対運動を展開するも頓挫。終戦からしばらくは左翼思想に共鳴しつつ、小規模な事業を展開する。
1956年（昭和31年）にニキータ・フルシチョフよるスターリン批判とハンガリー動乱を契機に右翼・反共活動に転向、出版社『論争社』を経営する傍らで政治評論家としての顔も併せ持つようになる。1962年（昭和37年）『論争社』を友人に譲り、レストランの経営に専念する。RFの前身であるラジオ関東の創設者であった河野一郎の弟からの要請を受けて、1967年（昭和42年）7月、ラジオ関東に入社。この時点で副社長を務めるようになる。12月に株主総会で社長就任。
1969年1月には局の新年祝賀パーティーの場で労働組合関係者であった番組プロデューサーに遠山が酒気帯びの状態で暴行、のちに遠山は謝罪するものの、労働組合から抗議を受けた。
1972年9月1日には遠山の側近であったラジオ関東の常務が記者会見で遠山を「特別背任」での告訴を発表されたものの、1973年2月23日には警視庁捜査二課は「特別背任の容疑事実はない」とされた。
1970年代後半に入ると、テレビ・ラジオの各局はこぞって新聞社との資本提携を図るようになり、1974年（昭和49年）にTBSの経営から撤退した読売新聞社もラジオの新規の提携先を模索するようになった。1977年（昭和52年）読売側が「巨人戦の単独独占中継権とネット局を含む自社の宣伝及びニュース放送を抱き合わせで契約したい」と突如提案しはじめた。これはNRNのキー局である文化放送・ニッポン放送（フジサンケイグループ）や、JRNのキー局で毎日新聞系のTBSラジオには無理な注文であり、他の在京民放ラジオ局の日本短波放送やFM東京も提案には乗らなかった。
結局、放送対象地域が神奈川県中心であり、毎日新聞社からニュース素材の供給を受けながらも、独立独歩路線の神奈川のローカル放送局であったラジオ関東がこの提案を敢えて呑んだ事で、読売新聞と提携しニュース供給元も乗り換えた。
これを皮切りに1981年（昭和56年）社名を「ラジオ関東」からアール・エフ・ラジオ日本（RF）と改名し、送信所の出力も50kWに増力させた。
社号を改名した直後から、所謂『社会の木鐸』という宣言をし、左派系マスコミの糾弾キャンペーンを展開し始めた遠山は、ロックやアイドルタレントを番組から排除すると言いはじめ、反共・タカ派的な報道・論説番組を中心として、一日中、演歌やジャズを流す編成に変貌。同じタカ派のマスコミ経営者でありながら、人事に干渉するフジサンケイの鹿内に対して、編成・製作に干渉する遠山とまで言われた。
1987年（昭和62年）6月29日に株主総会で社長を駒村秀雄に譲り遠山自身は会長に退くも、事実上社内に院政を敷いて影響力を行使した。1989年（平成元年）には、夜9時以降に残っていた若者向け番組は全てなくなる。1991年（平成3年）には一度スポンサーと契約した声優のラジオ番組（「林原めぐみのHeartful Station」など）を突如放送しないなどといった行為まで発生し、その結果、聴取率は年を追うごとに低下し、売上げは激減した。
その後も遠山の強引な経営は続き、アナウンサーをキーパンチャーに転属させ訴訟となったり、管理職の研修を自衛隊で行うなど、労使関係は険悪な状況となり退職者が相次ぎ（アナウンサーとして同局に在籍していた山本剛士のように、他局に移籍したケースもある）、最盛期には150名以上いた社員が36名となった。経営末期の1993年（平成5年）には打ち切られた番組が21本などと異常な状況となり、ワンマン体制に堪えられなくなった社員は、1993年（平成5年）12月21日、駒村社長以下取締役会全会一致で「公共の電波を預かる放送会社の代表としてはふさわしくない」として遠山を解任。後任の社長には読売新聞社・日本テレビ出身の外山四郎が就いた。1994年（平成6年）2月にはRFから「不当な事業で会社に与えた損害の返済」を要求され、自宅を差し押さえられた。これらの影響により、遠山一族所有のRFの株式を読売新聞の傘下にある日本テレビが買取り、残りの額を日本テレビ系列愛の小鳩事業団（現：日本テレビ小鳩文化事業団）に譲渡した。　
晩年はC型肝炎で闘病生活を送っていた。
1999年（平成11年）7月13日に老衰と肺炎により死去。

## 出演
- 日本の顔 日本のビジョン（ラジオ関東）

遠山がインタビュアーを務めて、政治家と対談した。

## 著書
- 『新党待望論』現代社、1959年3月30日。
- 『思想は発展する』論争社、1960年8月15日。
- 『論客と剣客 : 現代日本の思想状況』論争社、1961年12月15日。
- 『ヨーロッパケチョンケチョン : 優越感のすすめ』河出書房新社、1966年4月30日。
- 『ヨーロッパケチョンケチョン 《異色》旅行ガイド』ぺりかん社、1971年。
- 『台湾を独立させよう』ケイアンドケイプレス、2005年。

共著
- 会田雄次『喧嘩の哲学 : 心の対話』日本ソノ書房、1969年4月15日。

## その他
- 東京都議会元議員で初代千代田区区長を務めた遠山景光は四兄。1942年（昭和17年）に生まれた実子を、三兄・武夫に養子として預けている。
- 死の数ヶ月前にDNA鑑定により判明した婚外子がいる。実子は、景久が死去する数ヶ月までは叔父とし、その後、実父として扱われた。
- 1987年（昭和62年）1月、東京都千代田区神田でラジオ日本の社長専用車で女子大生が運転する車と当て逃げ事故を起こす。身代わりに専属の運転手が出頭したが露見し、犯人隠匿教唆の疑いで警察から事情聴取を受けたが、女子大生と4万円で示談したもあり不起訴となった[10]。専属運転手はその後遠山とトラブルになり、専属運転手をやめ夕刊フジに当て逃げ事件の真相を告発した[10]。
- 岸信介や産経新聞など、日本の保守や右翼団体のほとんどが中華民国の蔣介石（国民党）政権と蜜月関係にあった中で、1960年代から日本で活動する台湾独立運動家を支援していた。1964年に出版された台湾独立運動家の王育徳の著書『台湾―苦悶するその歴史』をきっかけに、王から支援を要請され、何十年にも渡り毎月資金援助していた[11]。
- 日本共産党中央委員の神山茂夫が1954年に党から除名されたとき、その理由のひとつとして、「児玉機関と関係をもちつつ党のシンパを偽装していた高級レストラン「アラスカ」経営者・遠山景久から神山は援助を受けていたほか、スパイらと会合を持っていた」と発表し、これに対し遠山は、「西銀座の「アラスカ」の社長は山口高七郎であり、八重洲ブリヂストンビルの「アラスカ」は遠山が社長だが、移転したわけでなく西銀座とは別個のものである」「ブリジストンの石橋正二郎はアラスカの株主ではあるが、児玉機関とはなんら関係ない」「兄の遠山景光はアラスカの経営には関わりなく、自由党員でもなく、児玉機関とも関わりはない」「神山とは知り合いだが金を渡したことはなく、兄弟は神山と面識もない」と『アカハタ』に書かれた記事に対する反論を記者団に発表した[12][13]。